# Jean-François Bensahel
Jean-François Bensahel est un ingénieur et dirigeant d’entreprise français, né le 2 janvier 1964 à Boulogne-Billancourt. Il est président de l'Union libérale israélite de France depuis 2011.

## Biographie
Ancien élève de l'École normale supérieure (1983 S), il est agrégé de mathématiques (1986), diplômé de l'Institut d'études politiques de Paris (SP 1986) et ingénieur du Corps des mines. Il est aujourd'hui dirigeant d'entreprise,.
Jean-François Bensahel est le président de la synagogue de la rue Copernic à Paris, et de l'Union libérale israélite de France à Paris depuis 2011, et le coprésident de Judaïsme en mouvement depuis 2019. Il est aussi particulièrement engagé dans le dialogue judéo-chrétien.
En 2021, il est nommé chevalier de l'ordre national du Mérite.

## Publications
- La France ou la souveraineté menacée, Paris, Éditions Odile Jacob, 1991
- Juifs et chrétiens, frères à l'évidence, la paix des religions, avec Pierre d'Ornellas, Paris, Éditions Odile Jacob, 2015
- Affronter le monde nouveau. Épître à Paul et nos contemporains, Paris, Éditions Odile Jacob, 2019[9]
- Qui a tué Spinoza ?, Paris, Éditions Grasset, 2023